# لوگان براونینگ
 لوگان براونینگ (انگلیسی: Logan Browning؛ زادهٔ ۹ ژوئن ۱۹۸۹) یک هنرپیشه اهل ایالات متحده آمریکا است. وی از سال ۲۰۰۴ میلادی تاکنون مشغول فعالیت بوده‌است.